# O, bröder, systrar glädjens
O, bröder, systrar glädjens är en svensk översättning av den finska psalmtexten i Oi veljet, siskot, iloitkaamme.

## Publicerad i
- Sions Sånger 1951 nr 222
- Sions Sånger 1981 nr 37 under rubriken "Herrens andra ankomst"
- Sions Sånger och Psalmer nr 10